# هلهول
هلهول (بالإنجليزية: Holhol)‏ هي منطقة سكنية في جيبوتي وتقع في إقليم علي صبيح يقدر عدد السكان في
هلهول، بـ 3,519 نسمة وترتفع عن مستوى سطح البحر 470 متر.

## المناخ
يظهر الجدول التالي التغييرات المناخية على مدار السنة لهلهول:
| البيانات المناخية لـهلهول                | البيانات المناخية لـهلهول | البيانات المناخية لـهلهول | البيانات المناخية لـهلهول | البيانات المناخية لـهلهول | البيانات المناخية لـهلهول | البيانات المناخية لـهلهول | البيانات المناخية لـهلهول | البيانات المناخية لـهلهول | البيانات المناخية لـهلهول | البيانات المناخية لـهلهول | البيانات المناخية لـهلهول | البيانات المناخية لـهلهول | البيانات المناخية لـهلهول |
| الشهر                                    | يناير                     | فبراير                    | مارس                      | أبريل                     | مايو                      | يونيو                     | يوليو                     | أغسطس                     | سبتمبر                    | أكتوبر                    | نوفمبر                    | ديسمبر                    | المعدل السنوي             |
| ---------------------------------------- | ------------------------- | ------------------------- | ------------------------- | ------------------------- | ------------------------- | ------------------------- | ------------------------- | ------------------------- | ------------------------- | ------------------------- | ------------------------- | ------------------------- | ------------------------- |
| متوسط درجة الحرارة الكبرى °م (°ف)        | 26.4 (79.5)               | 27.2 (81.0)               | 29.4 (84.9)               | 31.1 (88.0)               | 34.6 (94.3)               | 38.4 (101.1)              | 38.9 (102.0)              | 36.2 (97.2)               | 33.5 (92.3)               | 30.3 (86.5)               | 28.0 (82.4)               | 27.0 (80.6)               | 31.8 (89.1)               |
| متوسط درجة الحرارة الصغرى °م (°ف)        | 17.1 (62.8)               | 18.3 (64.9)               | 20.0 (68.0)               | 21.4 (70.5)               | 23.3 (73.9)               | 25.5 (77.9)               | 28.0 (82.4)               | 27.5 (81.5)               | 25.5 (77.9)               | 22.2 (72.0)               | 19.4 (66.9)               | 17.4 (63.3)               | 22.1 (71.8)               |
| معدل هطول الأمطار مم (إنش)               | 5 (0.2)                   | 9 (0.4)                   | 25 (1.0)                  | 37 (1.5)                  | 14 (0.6)                  | 7 (0.3)                   | 11 (0.4)                  | 35 (1.4)                  | 29 (1.1)                  | 13 (0.5)                  | 7 (0.3)                   | 6 (0.2)                   | 198 (7.9)                 |
| المصدر: Climate-Data.org, altitude: 450m |                           |                           |                           |                           |                           |                           |                           |                           |                           |                           |                           |                           |                           |